# Linia kolejowa Jindřichův Hradec – Obrataň
Linia kolejowa Jindřichův Hradec – Obrataň (Linia kolejowa nr 228 (Czechy)) – jednotorowa, regionalna i niezelektryfikowana linia kolejowa w Czechach. Łączy Jindřichův Hradec i Obrataň. Przebiega przez terytorium kraju południowoczeskiego i kraju Wysoczyna. Jest to linia wąskotorowa o rozstawie 760 mm.